# Maršal Salins
Maršal Salins (engl. Marshall Sahlins, Čikago, 27. decembar 1930 — Čikago, 5. april 2021) bio je profesor antropologije na Univerzitetu u Čikagu i jedan od najpoznatijih američkih antropologa. Magistraturu je stekao na Mičigenskom univerzitetu, gde je studirao sa Lesli Vajtom, a doktorsko zvanje je stekao na Univerzitetu Kolumbija 1954. godine. 
Posebno su značajna njegova istraživanja u oblasti kulturne antropologije i istorije polinezijskih društava. Radio je na materijalu koji se bavi ratom i kanibalizmom na Fidžiju tokom XIX veka. Njegova knjiga Stone Age Economics (1972) i danas važi za jednu od najznačajnijih studija ekonomije primitivnih društava.

## Spoljašnje veze
- Marshall Sahlins (jezik: engleski)
- Salinsova stranica na Čikaškom univerzitetu (jezik: engleski)